# Oropesa
Oropesa è un comune spagnolo di 2 771 abitanti situato nella comunità autonoma di Castiglia-La Mancia in provincia di Toledo da cui dista 110 km.
Il suo toponimo è composto da due termini: oro dal greco monte e pesa dal latino pes (piede), per cui Oropesa significa ai piedi dei monti; si trova infatti fra le falde della Sierra de Gredos e la valle del Tago.

## Storia
Resti archeologici paleolitici e neolitici trovati nella comarca confermano la presenza umana in tempi preistorici. La zona fu poi occupata dai Vettoni e conquistata dai Romani, dai Visigoti e dagli Arabi. Nel 1080 Oropesa fu conquistata dai Castigliani assieme a Talavera e Toledo. 
Alla metà del XII secolo risale la costruzione del castello o l'ampliamento di una fortezza precedente. La ripopolazione dopo il periodo arabo iniziò sotto Alfonso VIII. Nel 1274 il re Alfonso X l'assegnò in signoria alla famiglia degli Alvares de Toledo y Figueroa. le sorti di Oropesa furono legate a questa famiglia e, soprattutto, alla Castiglia e non si ebbero più fatti di particolare rilievo che la riguardassero fino ai nostri giorni. L'economia si basa sull'agricoltura intensiva e sull'artigianato.

## Monumenti e luoghi d'interesse
I monumenti di maggiore interesse sono: il Castello del XII secolo che in origine aveva 4 torri circolare delle quali ne rimane una; attualmente è utilizzato come Parador Nacional, la Ermita de la Peñitas cappella del XVIII secolo di forme barocche, l'Iglesia Parroquial de Nuestra Señora de la Asunción del XV secolo, il Palacio Nuevo del XVI secolo dichiarato Bien de Interés Cultural, la Casa del Beato del XVII secolo, il Colegio de Jesuitas del XVIII secolo, il Colegio de Doncellas del XVIII secolo, il Colegio Universitario de los Jesuitas del XVIII secolo, l'Ayuntamiento antiguo è il vecchio palazzo comunale del XVII secolo sostituito dall'attuale Palazzo del XIX secolo.

## Feste
Le feste principali, escluse quelle della Settimana Santa che si svolgono in modo tradizionale, sono: il 25 aprile la festa di San Marco che è una romeria, cioè un pellegrinaggio con riti religiosi al mattino seguiti da un pranzo collettivo in campagna e da musica, danze e divertimenti vari come è uso in tutta la Spagna per le romerias, la festa del Santissimo Cristo si svolge a 8 km in una frazione del comune 40 giorni dopo Pasqua e prevede orchestre, balli, attrazioni varie. 
Tutti gli anni per 3 giorni in aprile si svolgone Las Jornadas medievales de Oropesa.